# Base Conjunta Elmendorf-Richardson
A Base Conjunta Elmendorf–Richardson (em inglês:  Joint Base Elmendorf–Richardson) (IATA: EDF, ICAO: PAED, FAA LID: EDF) é uma instalação militar dos Estados Unidos localizada em Anchorage, Alasca. É uma base conjunta formada pela Base Aérea Elmendorf, da Força Aérea dos Estados Unidos, e pelo Fort Richardson, do Exército dos Estados Unidos, que foram fundidos em 2010.
As instalações adjacentes foram oficialmente combinadas pela Comissão de Fechamento e Realinhamento de Bases de 2005. Sua missão é apoiar e defender os interesses dos Estados Unidos na região da Ásia-Pacífico e em todo o mundo, fornecendo unidades prontas para projeção de poder aéreo global e uma base capaz de atender aos requisitos de preparação e capacidade de processamento do USINDOPACOM.
É a casa do quartel-general do Comando do Alasca (ALCOM), da Região NORAD do Alasca (ANR), da Força-Tarefa Conjunta-Alasca (JTF-AK), da 11.ª Divisão Aerotransportada, da Décima Primeira Força Aérea (11 AF), da 673.ª Ala da Base Aérea, da 3.ª Ala, da 176.ª Ala e de outras unidades inquilinas.
O local ganhou notoriedade em 2025, quando o presidente russo Vladimir Putin se encontrou na base com o presidente americano Donald Trump para uma cúpula, cujo tema principal era a Guerra Russo-Ucraniana.

## Unidades

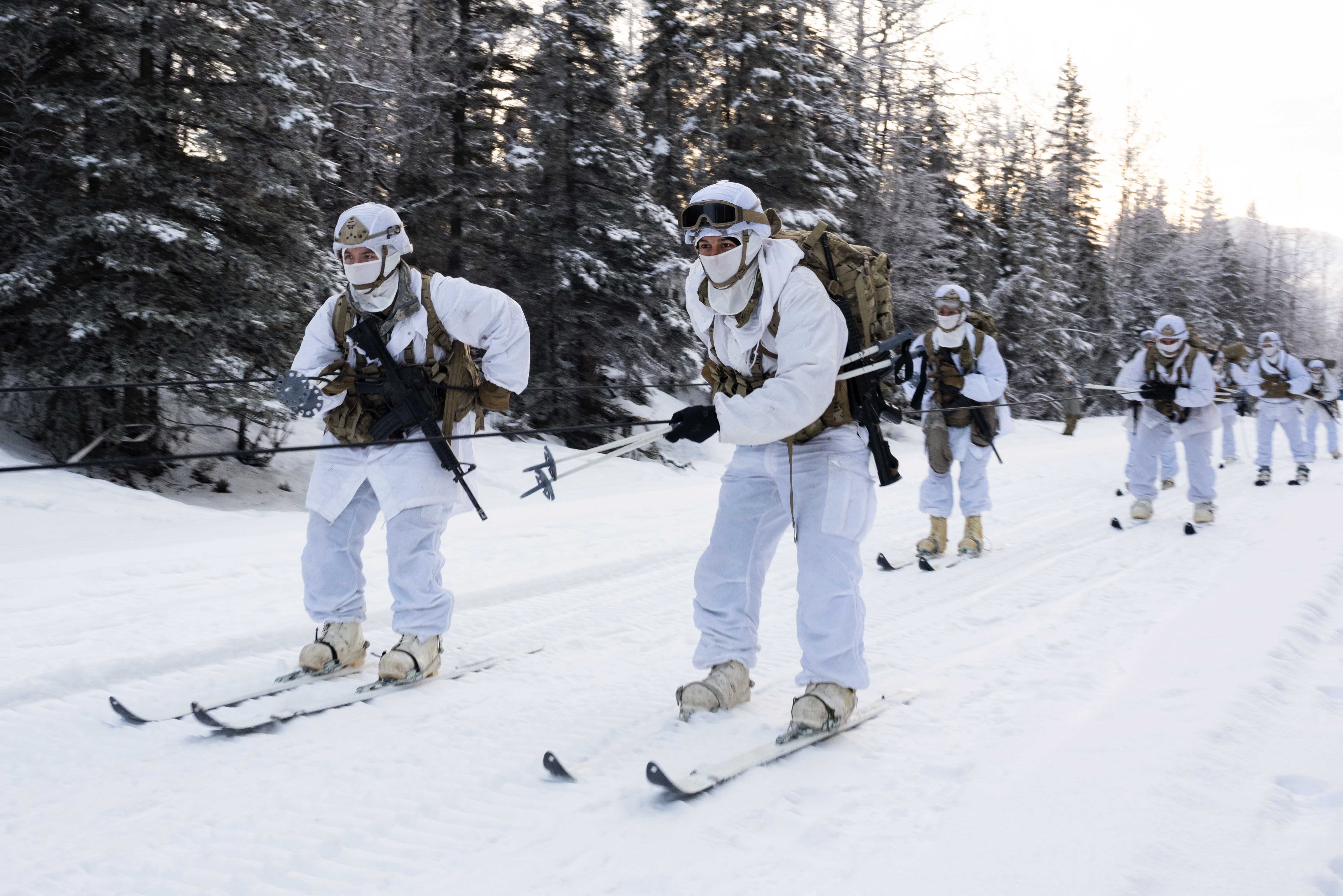
Paraquedistas participam de exercício de treinamento de skijöring na base em 2021

A Base Conjunta Elmendorf-Richardson (JBER) é uma das 12 bases conjuntas que foram criadas de acordo com a rodada 2005 da Comissão de Realinhamento e Fechamento de Bases (BRAC). A 673.ª ABW consiste em quatro grupos que operam e mantém a base conjunta para soberania aérea, treinamento de combate, preparação de força e operações de transferência em apoio a contingências mundiais.
A instalação abriga a sede do Comando do Alasca dos Estados Unidos, da 11ª Força Aérea, da 11ª Divisão Aerotransportada e da Região de Comando de Defesa Aeroespacial Norte-Americana do Alasca.
As principais unidades designadas são:
- 673.ª Ala da Base Aérea

Ativada em 30 de julho de 2010 como ala anfitriã, combinando as funções de gerenciamento de instalações da 3ª Ala da Base Aérea Elmendorf e da Guarnição do Exército dos EUA de Fort Richardson. A 673ª Ala da Base Aérea compreende mais de 5.500 militares e civis conjuntos, apoiando os Guerreiros do Ártico dos EUA e suas famílias. A ala apoia e capacita três alas da Força Aérea, duas Brigadas do Exército e outras 55 unidades. Além disso, a ala fornece atendimento médico a mais de 35.000 militares conjuntos, dependentes, pacientes do Departamento de Assuntos de Veteranos e aposentados em todo o Alasca. A 673ª Ala da Base Aérea mantém uma infraestrutura de US$ 11,4 bilhões, abrangendo 25,899 hectares (64,00 acres).
- Comando do Alasca

Responsável por maximizar a prontidão da força de teatro de operações para 21.000 militares do Alasca e agilizar o envio de forças de contingência em todo o mundo a partir e através do Alasca, conforme orientado pelo Comandante do NORTHCOM.
- Quartel-General da 11.ª Divisão Aerotransportada

A 11ª Divisão Aerotransportada executa responsabilidades contínuas de treinamento e supervisão de prontidão para a Geração de Força do Exército no Alasca. Apoia o Programa de Cooperação em Segurança do Teatro de Operações do Comando do Pacífico dos EUA. Sob ordem, executa funções do Comando do Componente Terrestre da Força Conjunta em apoio à Defesa e Segurança Interna no Alasca.
- 2ª Brigada de Combate de Infantaria (Aerotransportada), 11ª Divisão Aerotransportada

Sob ordens, a 2/11 IBCT(ABN) conduz ações decisivas, incluindo a entrada forçada conjunta, como uma Força de Resposta de Contingência (CRF) do Exército, alinhada ao PACOM, a fim de promover a segurança e o desenvolvimento pacífico na região da Ásia-Pacífico.
- 3.ª Ala (USAF)

Apoiar e defender os interesses dos EUA na região da Ásia-Pacífico e em todo o mundo, fornecendo unidades prontas para projeção de poder aéreo mundial e uma base capaz de atender aos requisitos de preparação e capacidade de produção do PACOM.
- Região Norad do Alasca

A Região NORAD do Alasca (ANR) realiza o controle aeroespacial em sua área de operações e contribui para a missão de alerta aeroespacial da NORAD.
- Décima Primeira Força Aérea

Fornecer guerreiros e infraestrutura prontos para defesa nacional, projeção de força decisiva e comando e controle aeroespacial.

### Principais Comandos aos quais foi atribuída
- Forças Aéreas do Pacífico, (2010 – atualmente)

### Unidades operacionais da base
- 673.ª Ala da Base Aérea (julho de 2010 – atualmente)

### Principais unidades atribuídas
- 381.º Esquadrão de Inteligência (2010–atualmente)
(6981.ª com várias designações de unidade sob a USAFSS)
- 3.ª Ala (2010 – atualmente)
- 176.ª Ala (2011–atualmente) A 176ª Ala (AK ANG) mudou-se da antiga Base da Guarda Aérea Nacional Kulis para a JBER em 2011.[10] Suas novas instalações, uma área ao norte da linha de voo, foram apelidadas, não oficialmente, mas amplamente, de 'Camp Kulis'. A área inclui um prédio de quartel-general, um centro de resgate e diversas outras instalações utilizadas pela 176ª Ala.

## Acidentes de aviação notáveis
Em 28 de julho de 2010, uma aeronave de carga Boeing C-17 Globemaster III praticando para um show aéreo iminente caiu em uma área arborizada dentro da base, matando todos os quatro membros da tripulação; três da Guarda Aérea Nacional do Alasca e um da USAF. A causa do acidente foi relatada como erro do piloto. O piloto realizou uma curva agressiva para a direita e ignorou o aviso de estol da aeronave, continuando a curva até que a aeronave estolasse devido à falta de velocidade no ar. A baixa altitude da curva tornou impossível para a tripulação se recuperar do estol a tempo de evitar o impacto com o solo. O C-17 caiu a apenas 91 metros do local do acidente do E-3 AWACS de 1995.
Em 16 de novembro de 2010, um Lockheed Martin F-22 Raptor decolou para uma missão de treinamento. Aproximadamente às 19h, a base informou que a aeronave estava atrasada e desaparecida. As equipes de resgate da Força Aérea estavam concentrando suas buscas pelo avião e pelo piloto desaparecidos, Capitão Jeffrey Haney, no Parque Nacional de Denali. O local da queda do F-22 foi encontrado a cerca de 160 quilômetros ao norte de Anchorage, perto da cidade de Cantwell. O piloto, integrante do 525º Esquadrão de Caça da Força Aérea dos EUA, morreu no acidente.
Após o acidente, os F-22 foram restringidos a voar abaixo de 7.620 metros, e então mantidos em solo durante a investigação. O acidente foi atribuído a um mau funcionamento do sistema de sangria de ar após uma condição de superaquecimento do motor ser detectada, desligando o Sistema de Controle Ambiental (ECS) e o OBOGS. O conselho de revisão de acidentes decidiu que Haney era o culpado, pois ele não reagiu adequadamente para acionar o sistema de oxigênio de emergência. A viúva de Haney processou a Lockheed Martin, alegando defeitos no equipamento, e posteriormente chegou a um acordo. Após a decisão, a alavanca de acionamento do sistema de oxigênio de emergência foi redesenhada; o sistema foi eventualmente substituído por um sistema automático de oxigênio de backup (ABOS). Em 11 de fevereiro de 2013, o Inspetor Geral do DoD divulgou um relatório afirmando que a USAF errou ao culpar Haney e que os fatos não apoiavam suficientemente as conclusões; a USAF declarou que mantinha a decisão.